# Pasekář
Pasekáři byli drobní zemědělci v horských oblastech moravských a slezských Beskyd. První pasekáři získali pozemek tak, že vyklučili kus lesa, vyčistili půdu od pařezů a kamení, aby se dala využít pro pěstování plodin. Tyto paseky byly většinou na svazích hor a kopců, kde půda byla méně úrodná než ta v nížinách. Paseky sloužily také k pastvě ovcí a krav.